# Giuseppe Cindolo
Giuseppe Cindolo (ur. 5 sierpnia 1945 w Avellino) – włoski lekkoatleta długodystansowiec, medalista mistrzostw Europy.
Zdobył brązowy medal w biegu na 5000 metrów na igrzyskach śródziemnomorskich w 1967 w Tunisie. Na mistrzostwach Europy w 1969 w Atenach zajął 11. miejsce w biegu na 10 000 metrów. Został brązowym medalistą biegu na 5000 m na uniwersjadzie w 1970 w Turynie. Zajął 7. miejsce w biegu na 3000 metrów na halowych mistrzostwach Europy w 1971 w Sofii. Zdobył brązowy medal w biegu na 10 000 m na igrzyskach śródziemnomorskich w 1971 w Izmirze. Na mistrzostwach Europy w 1971 w Helsinkach odpadł w eliminacjach biegu na 5000 m i zajął 27. miejsce na 10 000 m. Odpadł w eliminacjach biegu na 10 000 m podczas igrzysk olimpijskich w 1972 w Monachium.
Zdobył brązowy medal w biegu na 10 000 m na mistrzostwach Europy w 1974 w Rzymie. Na tych samych mistrzostwach zajął 7. miejsce w biegu maratońskim. Nie ukończył maratonu na igrzyskach olimpijskich w 1976 w Montrealu.
Był rekordzistą Włoch w biegach na 5000 m, 10 000 m i w maratonie.
Giuseppe Cindolo był mistrzem Włoch w biegu na 5000 metrów w 1974 i 1875, w biegu na 10 000 m w latach 1969-1975, w półmaratonie w 1974 i w maratonie w latach 1974-1976, a także halowym mistrzem Włoch w biegu na 3000 m w 1971.